# 倭京
倭京（わきょう、やまとのみやこ）とは、古代日本に存在した宮都である。『日本書紀』孝徳天皇の巻と天武天皇上巻にいくつか記載がみられる。

## 大和説
倭京は飛鳥に置かれた宮都を含む、倭国の首都機能を有して大和にあった宮都と考えられ、通常「飛鳥京」のこととされる。しかし、近江宮や難波長柄豊崎宮とは異なり、『日本書紀』では「倭京」のみが一貫して「京」と称されており、このことは決して軽視すべきでないが、倭京の実態がどのようなものであったかについては、以下のように諸論がある。なお、藤原京のあるところも倭京に含まれていたとする見解がある。また、鬼頭清明は、元来、倭京という言葉は都が大津や難波にあったときに限って使用されたものであることから、固有名詞ではなく、大和の外からみて、大和（＝倭）に所在する京の意味で用いられたものであることを指摘している。

### 当初から条坊制を敷いた都城であったとする説
694年（持統8年）に正式に宮の遷された本格的な都城である藤原京は『日本書紀』では「新益京」（あらましのみやこ）と記されているが、『日本書紀』にはそれに先だって「倭京」の名がみえ、その景観なども記されており、とくに壬申の乱における「倭京攻防戦」の記述などから、岸俊男は藤原京（新益京）に先だった条坊制都城としての「倭京」（新益京からみれば旧都）があった可能性を指摘している。
また、「新益京」とは、それまで飛鳥に形成されていた「京」に新しく加えられた京と理解することができ、『日本書紀』天武紀には「京内二十四寺」とあることから、京域が比較的明確であった可能性があり、ある程度整った故京として把握されていることがうかがえる。

### 条坊制都城へ移る前段階であるとする説
仁藤敦史は、上述の岸の説に対し、「倭京」を条坊制都城とは原理的に異なるものと判断し、「天武朝以前において、地域に散在する継続的な支配拠点（宮・宅・寺・市・広場など）の総体を示す用語」であると主張している。この説は、飛鳥京以前の宮都同様にこのような遺跡群体としてまずあり、飛鳥の地への大王宮の集中が「倭京」をもたらし、従来の一代限りの事業を越えるような恒常的な施設の建造をもたらしたという見解をしめしている。
小澤毅はまた、『日本書紀』天武5年（676年）条の「新城（にいき）」の語の初出、王卿を「京及び畿内」に遣わした記事に着目し、翌677年の「京及び畿内」での雨乞いの記事、680年の「京内二十四寺」への布の施入に関する記事、「京内諸寺」の貧しい僧尼と民への救済措置にかかわる記事、685年の「京職大夫」許瀬朝臣辛檀努（こせのあそんしたの）の死亡記事など、天武5年条を画期として「京」「京師」の語が頻出することを指摘し、一定の領域をもった「京」の存在、さらに「畿内」と併称することによる周囲に広がる「京外」の存在、さらに「京職」という官司の存在は、「京」という行政区画があったことを示すものであると論じ、676年以降の「京」はそれに先だつ「倭京」とは質的に異なる空間だったと結論づけている。
なお、上述の676年以降の「京」に関連して渡辺晃宏は、『万葉集』の「大君は神にし坐せば赤駒のはらばふ田ゐを都となしつ」（大伴御行）、「大君は神にし坐せば水鳥のすだく水沼を都となしつ」（作者不詳）の両歌は、飛鳥浄御原宮のことではなく、新益京（藤原京）の造営を詠ったものとみてよい、と述べている。